# Рыбаки (Раменский район)
Рыбаки — деревня в Раменском муниципальном округе Московской области. Входит в состав сельского поселения Заболотьевское. Население — 287 чел. (2010).

## История
Начало её возникновения относиться к XVII веку, поскольку в документах XVI века деревня не значится. История её тесно связана с историей соседних сел Марково и Малахово, так как и они, деревня переходила во владения Шереметьевых, Одоевских, Черкасских и вновь Шереметьевых. В 1629 г. деревня «тянула» к селу Малахово, имела 29 дворов и 154 жителя. Находилась в собственности графа Петра Борисовича Шереметева.
Получила название, как и деревня Рыболово, по роду занятий первых жителей. По сведениям XVII века деревня носила название Рыбушкино или Рыбушка.
Расположена она на левобережье Москвы-реки между селами Малахово и Марково, входила в стан Замосковское Раменейце, позже — в состав Велинской волости.
По сведениям 1852 г. деревня называлась Рыбаки или Михалиха, принадлежала графу Д. Н. Шереметеву, имела 37 дворов и 330 жителей.

## Население
| 1926 | 2002 | 2010 |
| ---- | ---- | ---- |
| 492  | ↘274 | ↗287 |

## Известные уроженцы
- Мельников, Фёдор Николаевич — русский революционер, советский партийный деятель.